# Carles de Suècia (duc de Västergötland)
Carles de Suècia, duc de Västergötland (Estocolm, 1861 - 1951). Príncep de Suècia amb el tractament d'altesa reial. Esdevingué un dels candidats més ferms a la candidatura al tron de Noruega l'any 1905, al final aquest recaigué en mans del seu cunyat, el príncep Carles de Dinamarca
Nascut el 27 de febrer de l'any 1861 al Palau Reial d'Estocolm, essent fill del rei Òscar II de Suècia i de la princesa Sofia de Nassau. Essen net del rei Òscar I de Suècia i de la princesa Josefina de Leuchtenberg per via paterna mentre que per via materna ho era del duc Jordi Guillem de Nassau i de la princesa Paulina Frederica de Württemberg.
El 27 d'agost de 1897 es casà amb la princesa Ingeborg de Dinamarca, filla del rei Frederic VIII de Dinamarca i de la princesa Lluïsa de Suècia. La parella establerta a Suècia rebé el títol de ducs de Västergötland i tingueren quatre fills:
- SAR la princesa Margarida de Suècia, nascuda a Estocolm el 1899 i morta el 1977 a Copenhaguen. Es casà amb el príncep Axel de Dinamarca.

- SAR la princesa Marta de Suècia, nascuda a Estocolm el 1901 i morta a Oslo el 1955. Es casà amb el rei Olav V de Noruega.

- SAR la princesa Àstrid de Suècia, nascuda a Estocolm el 1905 i morta en un accident automobilístic a Suïssa el 1935. Es casà amb el rei Leopold III de Bèlgica.

- SAR el príncep Carles de Suècia, nat a Estocolm el 1911 i mort a Màlaga el 2003. Es casà en tres ocasions, en primeres núpcies amb Elsa von Rosen de la qual es divorcià el 1951, en segones núpcies amb Ann Margareta Larsson que morí el 1975 i en terceres núpcies amb Kristine Rivelsrud.

L'any 1905 el Parlament de Noruega decidí abolí la unió reial que l'unia amb Suècia a través del lligam de la monarquia i d'aquesta forma constituir-se en un estat independent. Mitjançant un referèndum el poble noruec s'expressà en favor del manteniment d'una institució monàrquia, entre els prínceps escollits destacava el príncep Carles de Suècia i el príncep Carles de Dinamarca tots dos descendents dels reis de Suècia.
Ara bé, la casa reial sueca no acceptà aquesta maniobra noruega d'aproximació a Suècia per considerar-la una burla al seu país. En canvi, s'elegí al príncep Carles de Dinamarca, fill del rei Frederic VIII de Dinamarca i nébot i gendre del rei Eduard VII del Regne Unit.
Les paradoxes del destí feu que l'únic fill del rei Haakon VII de Noruega, el rei Olav V de Noruega es casés amb la filla de Carles, Marta.